# GovSat-1
GovSat-1 (auch SES-16) ist ein militärischer Kommunikationssatellit der luxemburgischen LuxGovSat S.A., einer öffentlich-privaten Partnerschaft des luxemburgischen Staates und der SES S.A.
Er wurde am 31. Januar 2018 mit einer Falcon-9-Trägerrakete in eine geostationäre Umlaufbahn gebracht.
Der Satellit ist mit schwenkbaren Transpondern im X-Band und Ka-Band ausgerüstet. Von der Position auf 21,5° Ost können verschiedene Gebiete in Europa, Afrika und dem nahen Osten ausgeleuchtet werden. Der Satellit wird dabei für  militärische sowie Regierungszwecke genutzt und auch anderen Staaten der NATO zur Verfügung gestellt. Der Satellit wird von der amerikanischen Firma Orbital ATK auf Grundlage der GeoStar-3-Plattform hergestellt.